# Castello di Rocchetta Cairo
Il castello di Rocchetta Cairo, detto localmente Castellazzo, è stato un edificio difensivo di origine aleramica situato a sud dell'odierna frazione di Rocchetta Cairo a Cairo Montenotte, nell'alta val Bormida, in provincia di Savona.

## Storia e descrizione
Non esistono fonti certe sulla datazione di un primo impianto difensivo nel territorio presso l'attuale centro di Rocchetta Cairo. Si presume che sia stato edificato in un periodo tra l'XI secolo e il XII secolo ad opera dei Cavalieri Ospitalieri di San Giovanni e solo in seguito sia stato ceduto al marchese Ottone Del Carretto, signore di Cairo.
Rientrato quindi nei domini della famiglia carrettesca, la postazione difensiva di Rocchetta andrà a costituire, assieme ai castelli di Carretto e di Cairo, un'efficace sorveglianza di controllo di tutta quell'area compresa nella valle della Bormida di Spigno.
Storicamente, presumibilmente, seguirà le sorti degli altri manieri carretteschi della zona rientrando quindi sotto le dipendenze della famiglia Scarampi di Asti (1339) e del Marchesato del Monferrato.
Già devastato dal passaggio delle truppe sabaude di Amedeo I di Savoia (1625), il castello di Rocchetta di Cairo venne ridotto in rudere nelle fasi cruciali della dominazione napoleonica (1796).